# Yamaguchi Falcão Florentino
Yamaguchi Falcão Florentino (n. 24 decembrie 1987, São Mateus, Espírito Santo, Brazilia) este un boxer ce a reprezentat Brazilia, medaliat olimpic. A participat la o ediție a Jocurilor Olimpice (2012) în care a câștigat o medalie de bronz.

## Participări
Lista de mai jos prezintă principalele competiții la care a participat Yamaguchi Falcão Florentino de-a lungul carierei.
- boxing at the 2012 Summer Olympics – men's light heavyweight[*]